# تيزة زن (غودرزي)
تیزة زن (بالفارسية: تیزه‌زن) هي مستوطنة تقع في إيران في قسم غودرزي الريفي. يقدر عدد سكانها بـ 1,862 نسمة .